# Regaço

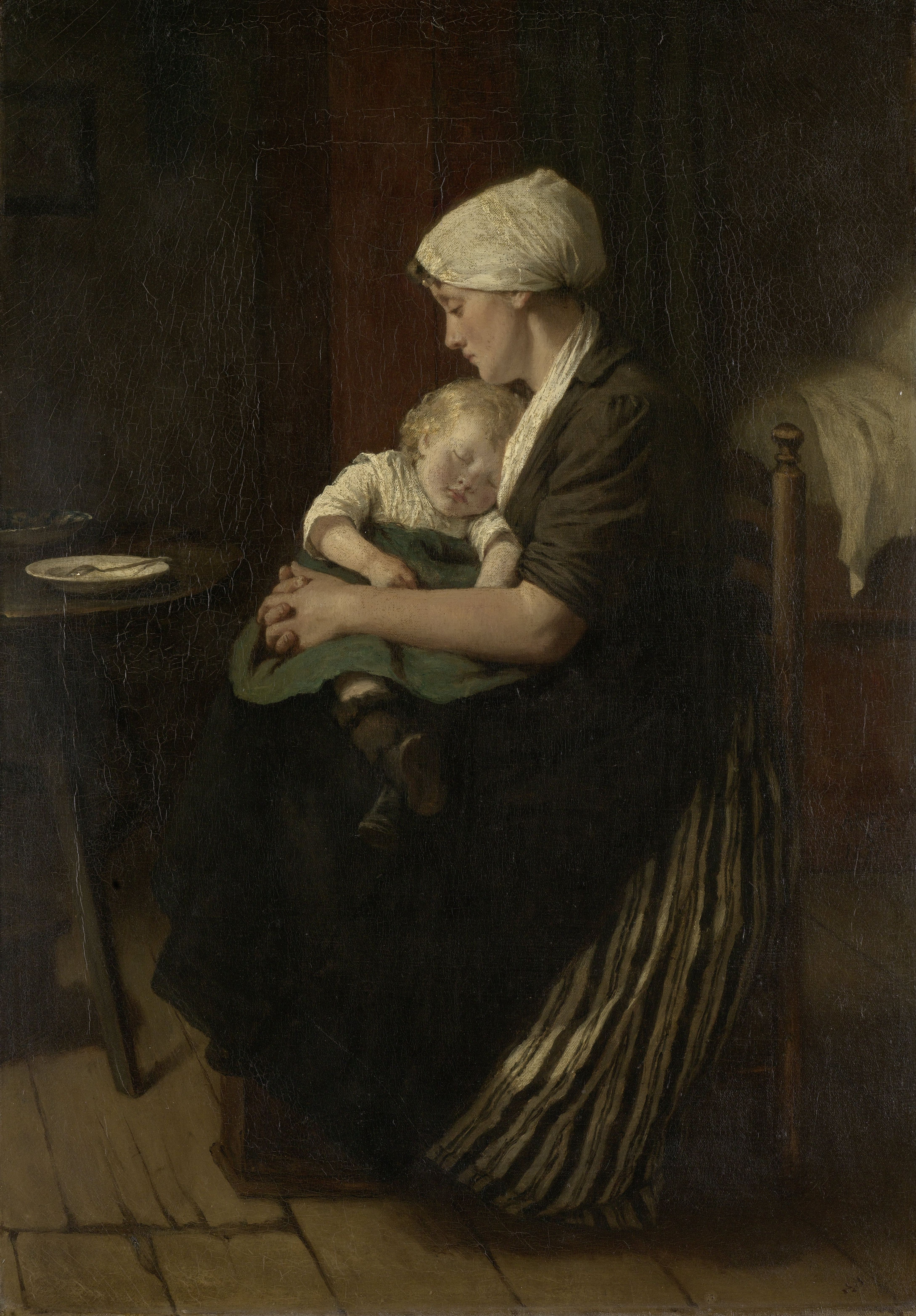
Pintura holandesa do século XVIII de um bebé a dormir no regaço da mãe.

O regaço é uma superfície criada entre os joelhos e o quadril em bípedes enquanto em posição sentada. Um regaço somente existe na forma sentada, e não quando ereto ou deitado.
No Brasil, o regaço é também conhecido por "colo" na linguagem coloquial, quando na verdade esta palavra refere-se à área entre a parte frontal do pescoço e a metade do peito.